# Koh Masaki
Koh Masaki (真崎航, Masaki Kō), né le 20 juillet 1983 à Morioka et mort le 18 mai 2013 à Tokyo, est un acteur pornographique japonais gay.

## Biographie
Né dans la préfecture d'Iwate, Koh Masaki découvre très tôt son attirance pour les hommes. Étudiant, il travaille aussi comme gogo-dancer dans le quartier de Shinjuku ni-chōme puis devient steward dans l'aviation tout en se prostituant dans un bar de Sapporo.
Il meurt à l'âge de vingt-neuf ans après plusieurs opérations, de la rupture du cæcum à la suite d'une péritonite.

### Carrière
Koh Masaki commence à travailler avec acteur pornographique en 2009, et joue dans plus de cent vidéos.
Il gagne une forme de célébrité dans la pornographie gay japonaise, ce qui est considéré comme une première dans un pays où les acteurs pornographiques doivent rester discrets, et où le port de verres fumés et de lunettes de natation est de mise pour ces travailleurs. Koh Masaki se fait remarquer en interprétant un personnage qui aime la sexualité gay, et qui de plus s'identifie comme gay.
En 2011, il fait une intervention publique filmée à Taïwan pour conseiller l'usage du préservatif et du test VIH.
En 2012, il joue dans un film thaïlandais, GThai Movie 3 The Beach de Sarawut Intharaprom. La même année, il apparaît dans le clip vidéo de la chanson How Beautiful You Are d'Ayumi Hamasaki, dans lequel il embrasse son compagnon, ce qui est envore rare dans les productions à grand public,.
En février 2013, Koh Masaki et son compagnon chinois Tien Tien témoignent en tant que couple dans un documentaire vidéo sur les LGBT au Japon réalisé par Keiichi Nitta diffusé par Vice Japan sur Youtube,.

## Filmographie
- 2012 : Hunk Movies (G@mes)
- 2012 : Hunk Movies 3 (G@mes)
- 2012 : Koh Masaki's Private Lessons (Club Cheeks)